# Jean-Pierre Martins
Jean-Pierre Martins (ur. 29 października 1971) – francusko–portugalski aktor i muzyk.

## Życiorys
Jako saksofonista i chórzysta związał się z zespołem rockowo–hip-hopowym Similaris z Lisses. Pracował w reklamie, telewizji i filmie. Jego kariera na dużym ekranie rozpoczęła się od roli pracownika w wesołym miasteczku Kadera w komedii romantycznej Twoje ręce na moich biodrach (Laisse tes mains sur mes hanches, 2003) u boku Rossy de Palmy i Jeana-Huguesa Anglade. Dwa lata potem zagrał profesora Raviego w dreszczowcu Imperium wilków (L’Empire des loups, 2005) z Jeanem Reno i Jocelynem Quivrin. W biograficznym dramacie muzycznym Niczego nie żałuję – Edith Piaf (La Môme, 2007) z tytułową rolą Marion Cotillard wystąpił w roli francuskiego boksera pieds-noirs światowej sławy Marcellina ‘Marcela’ Cerdana.

## Filmografia
- 2003: Twoje ręce na moich biodrach (Laisse tes mains sur mes hanches) jako Kader
- 2005: Imperium wilków (L’Empire des loups) jako profesor Ravi
- 2007: Niczego nie żałuję – Edith Piaf (La Môme) jako Marcel Cerdan
- 2008: Coluche (Coluche, l’histoire d’un mec) jako Romain Goupil
- 2008: My znani i ja (Mes Stars et moi) jako Bruno, gracz w rugby